# 산가와촌 (에히메현)
산가와촌(参川村)은 에히메현 가미우케나군에 설치되었던 촌이다. 현재의 기타군 우치코정 동부에 해당한다.